# Hijuela del Botánico
La Hijuela del Botánico, conegut també com “La Hijuela”, és un espai públic enjardinat amb una superfície de 3390 metres quadrats localitzat en la part posterior de l'Excelentísim Ajuntament de la Vila de La Orotava, a l'illa de Tenerife, (Canàries, Espanya).
La Hijuela depèn del Jardí d'Aclimatació de La Orotava (JAO) que està situat en el municipi del Puerto de la Cruz, antic Puerto de La Orotava, i va ser concebut inicialment en època de Carles III (segle xviii)

## Història
La Hijuela va ser aixecada en part del solar ocupat en el seu moment pel convent de Sant Josep, que va servir d'estatge a un grup de monges de la congregació de les clarisses l'any 1601 i més de 250 anys després va ser enderrocat, en 1868. El solar de l'antic convent l'ocupen avui la plaça de l'ajuntament, les Cases Consistorials i la Hijuela del Botánico.
La Hijuela del Botánico va ser creada el 1788 per iniciativa del VI Marquès de Villanueva del Prado, Alonso de Nava y Grimón, qui la va concebre com un centre complementari del Jardí d'Aclimatació de La Orotava. L'espai de construcció d'aquest jardí es va veure delimitat per la construcció del nou Palau Municipal en 1888. Al començament del segle xx va ser col·locat en la perifèria del jardí un reixat de disseny eclèctic de la qual sobresurt la porta d'accés, que es tracta d'un treball de forjat en ferro en la qual es reprodueixen formes vegetals d'acord amb l'espai en el qual se situa.
Va ser declarat Jardí Històric el 29 de juliol de 1994.

## Col·leccions
Encara que la Hijuela del Botánico té poca extensió, alberga gran varietat d'espècies vegetals, destacant les seves col·leccions de:
- Palmeres.
- Bromeliaceae.
- Araceae.
- Moraceae.

Existeixen arbres de gran interès per les seves dimensions, antiguitat, raresa o procedència de llocs remots, com per exemple:
- Metasequoia glyptostroboides, també coneguda com la Secuoia de l'alba.
- Dracaena draco, més coneguda com a Drac canari.
- Arbutus canariensis.
- Ginkgo biloba.

## Activitats
El Jardí, com a institució científica:
- Realitza intercanvis de germoplasma a nivell internacional.
- Manté un herbari dedicat especialment a la flora i vegetació de l'arxipèlag canari.